# مونسانتو ضد سيفيترا بي في وآخرون
شركة مونسانتو ضد سيفيترا بي في وآخرون (بالإنجليزية: Monsanto Technology LLC Vs Cefetra BV And Others)‏ كان حكمًا أوليًا صادر عن محكمة العدل الأوروبيّة (ECJ) بشأن الحماية القانونية للاختراعات البيوتكنولوجية. تناولت القضية تفسير المادة 9 من التوجيه 98/44 بشأن الحماية القانونية للاختراعات البيوتكنولوجية، وكان أول تفسير لمحكمة العدل لتوجيه 1998.

## حقائق
مونسانتو حاصلة على براءة اختراع أوروبية (EP 0 546 090) لمجموعة متنوعة من فول الصويا تحتوي على جينات يتم إدخالها في الحمض النووي للنباتات. تجعل الجينات المُدخلة النبات مقاومًا لنوع معين من مبيدات الأعشاب المعروفة باسم «Roundup». يُعرف نبات فول الصويا الناتج باسم راونداب ريدي (بالإنجليزية: Roundup Ready)‏، ويظل هذا النوع من نبات فول الصويا سليمًا من خلال استخدام مبيدات الأعشاب بينما تموت الحشائش المحيطة. يُزرع نبات فول الصويا على نطاق واسع في الأرجنتين حيث لا توجد حماية ببراءة اختراع لاختراع مونسانتو.
في يوليو 2003، تم شحن دقيق فول الصويا من الأرجنتين إلى أمستردام واحتجزت الجمارك الشحنات. اختبرت شركة مونسانتو العينات وتوصلت إلى أن وجبة الصويا نشأت من فول الصويا راونداب ريدي. تقدمت مونسانتو بعد ذلك بطلب لإصدار أوامر قضائية ضد مستوردي مسحوق فول الصويا، كافيتيرا وتيوبفر وشركة الشحن فوباك. نظرت المحكمة الهولندية بعد ذلك في القضايا بموجب قانون براءات الاختراع المحلي وقانون براءات الاختراع في الاتحاد الأوروبي. بالاعتراف بأن شركة مونسانتو قد أثبتت وجود المادة الوراثية الحاصلة على براءة اختراع في وجبة الصويا، يجب على المحكمة أن تقرر ما إذا كان وجود هذه المادة الجينية وحدها كافياً لانتهاك براءة اختراع مونسانتو.
يعتمد تحليل المحاكم في المقام الأول على اللغة المحددة فيما يتعلق بما إذا كانت المادة الجينية موجودة، وما إذا كانت تؤدي وظيفتها فيه. خلصت المحكمة إلى أن المادة الوراثية الموجودة في وجبة الصويا هي مادة ميتة، ولم تعد تؤدي وظيفتها. لذلك، في المحاكم لا يتم التعدي على تفسير براءة اختراع مونسانتو. وإدراكًا لوجود أرباح من منتجي فول الصويا في الأرجنتين، دون أي تعويض متبادل لأصحاب براءات الاختراع، أحالت المحكمة السؤال التالي إلى محكمة العدل الأوروبية:
1. يجب تفسير المادة 9 من التوجيه 98/44 بحيث يتم توفير الحماية بموجب براءة الاختراع عندما يشكل منتج (مادة وراثية) جزءًا من مادة مستوردة إلى الاتحاد الأوروبي، ولكنه لم يعد يؤدي وظيفته في وقت الانتهاك المزعوم (حتى الآن) لا يزال من الممكن أن تؤدي وظيفتها إذا تم إدخالها في كائن حي)؟[14]
2. بالاستناد إلى أن المادة الوراثية التي تطالب بها براءة اختراع مونسانتو موجودة في وجبة الصويا التي استوردتها سيفيترا وتويبفر، وهي مدمجة لغرض المادة 9 من التوجيه ولا تؤدي وظيفتها فيها: هل الحماية المقدمة بموجب المادة 9، تمنع تشريعات البراءات الوطنية من توفير الحماية المطلقة للمنتج، بغض النظر عما إذا كان يؤدي وظيفته، ويجب بالتالي اعتبار حماية المادة 9 شاملة في الحالة التي يتكون فيها المنتج من معلومات وراثية ويتم دمجه في مادة تحتوي على المعلومات الجينية؟[15]
3. هل يُحدث أي اختلاف، لغرض الإجابة على السؤال السابق، أن البراءة قد طُلبت ومنحت قبل اعتماد التوجيه ومنحت حماية البراءة المطلقة بموجب تشريع البراءات الوطني قبل اعتماد التوجيه؟[16]
4. هل من الممكن، عند الإجابة على الأسئلة السابقة، مراعاة اتفاق تريبس، ولا سيما المادتان 27 و 30 منه؟[17]

## الحُكم
- السؤال الأول

عالجت محكمة العدل الأوروبية السؤال الأول بالقول: «يترتب على ما سبق أن الحماية المنصوص عليها في المادة 9 من التوجيه غير متاحة عندما تتوقف المعلومات الجينية عن أداء الوظيفة التي تؤديها في المادة الأولية التي منها السؤال مشتق».
- السؤال الثاني

ردًا على السؤال الثاني، تنص محكمة العدل الأوروبية، على أنه «وفقًا لذلك، وبقدر ما لا يمنح التوجيه حماية لتسلسل الحمض النووي الحاصل على براءة اختراع والذي لا يمكنه أداء وظيفته، فإن الحكم المفسر يمنع الهيئة التشريعية الوطنية من منح الحماية المطلقة لسلطة محمية ببراءة اختراع. تسلسل الحمض النووي على هذا النحو، بغض النظر عما إذا كان يؤدي وظيفته في المادة التي تحتويه. وبالتالي فإن الإجابة على السؤال الثاني هي أن المادة 9 من التوجيه تؤدي إلى تنسيق شامل للحماية التي تمنحها، مما يؤدي إلى منع تشريعات البراءات الوطنية من توفير الحماية المطلقة للمنتج المحمي ببراءة على هذا النحو، بغض النظر عما إذا كان يؤدي. وظيفتها في المادة التي تحتوي عليها.»
- السؤال الثالث

تجيب محكمة العدل الأوروبية على السؤال الثالث على النحو التالي، «الإجابة على السؤال الثالث هي أن المادة 9 من التوجيه تمنع صاحب براءة الاختراع الصادرة قبل اعتماد هذا التوجيه من الاعتماد على الحماية المطلقة للمنتج المحمي ببراءة والممنوح لـ بموجب التشريع الوطني المطبق آنذاك».
- السؤال الرابع

ردًا على السؤال الرابع، ذكرت محكمة العدل الأوروبية، «الإجابة على السؤال الرابع هي أن المادتين 27 و30 من اتفاقية تريبس لا تؤثران على التفسير المقدم للمادة 9 من التوجيه».

## روابط خارجية
- التوجيه 98/44 للبرلمان الأوروبي والمجلس الأوروبي بتاريخ 6 تموز/ يوليو 1998 بشأن الحماية القانونية للاختراعات البيوتكنولوجية
- اتفاقية تريبس (نسخة PDF)